# Markus Türk

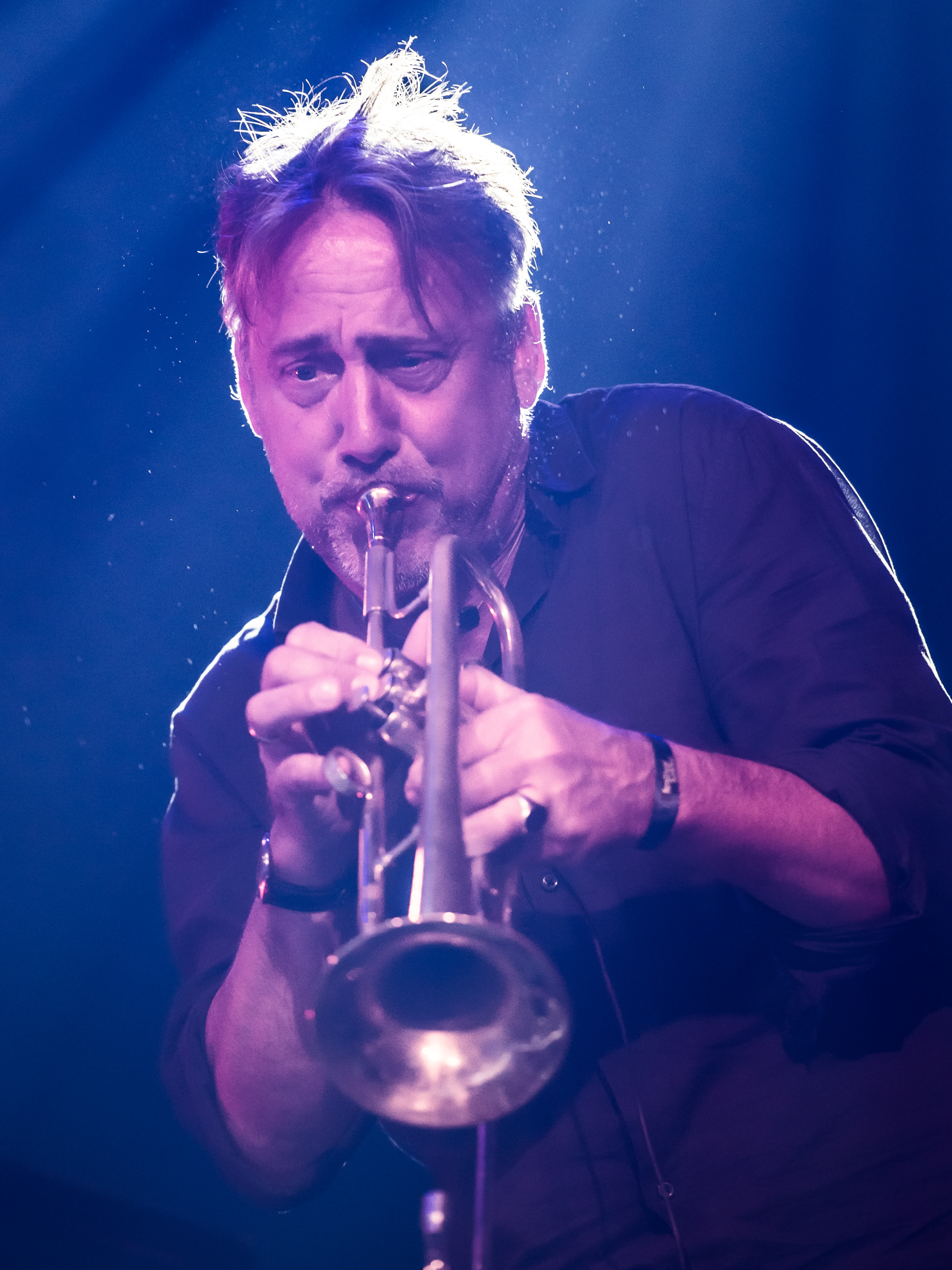
Markus Türk beim Moers Festival 2017

Markus Türk (* 4. Januar 1962 in Krefeld) ist ein deutscher Musiker.

## Leben
Nach dem Abitur 1981 am Albertus-Magnus-Gymnasium Viersen-Dülken studierte er Musik und Deutsch auf Lehramt an der Universität Duisburg.
Ab 1983 wurde er Mitglied der Düsseldorfer Band Family 5 und tourte mit dieser durch Deutschland, Österreich, die Schweiz und Italien. Mit der Gocher Band Raufaser tourte er durch Polen.
Im Jahr 1987 nahm er ein Musikstudium am Konservatorium in Arnheim/Niederlande auf, das er 1992 mit dem Diplom als Dozent für Improvisierte Musik und Jazz abschloss. 1989 gründete er das Markus Türk Quintett. Seit 1990 leitete er die Kempen Big Band und lehrte seit demselben Jahr auch als Jazzdozent an der Städtischen Musikschule Mönchengladbach.
Ab 1992 folgten Auftritte unter anderem bei den internationalen Jazzfestivals in Viersen und Leeuwarden/Niederlande. Türk wurde ebenfalls Gewinner des ersten deutschen Jazznachwuchsfestivals in Leipzig. Im gleichen Jahr gründete er mit dem Tablaspieler Raimund Engelhardt das Weltmusikduo Strange Fruit. 1993 folgte der Einstieg als Leadtrompeter bei der Salsa-Band Salsa Picante sowie zahlreiche Konzerte mit Charlie Mariano, Helge Schneider, Gerd Dudek, Rob van den Broeck, Reiner Winterschladen, Gunter Hampel, Frank Köllges, Andy Lumpp, Ali Haurand, Sven Regener, Andi Thoma, The Tiger Lillies und weiteren Künstlern.
1994 war Türk Mitbegründer des Kulturvereins Halle Luja e.V. in Grefrath sowie bis 1999 erster Vorsitzender. 1997 tourte er mit der Formation Jansen im Vorprogramm der Band Element of Crime durch Österreich und die Schweiz und spielte die Trompete in der Marching Band The Warner Brothers in der Warner Bros. Movie World. Seit 1998 wirkte er bei CD-Aufnahmen und Auftritten des Projekts Belgium von Georg Sehrbrock mit.
Von 2000 bis 2001 war er als Trompeter in der Band von Marla Glen bei Auftritten in Deutschland, Österreich, der Schweiz und Liechtenstein tätig. 2002 nahm er am Jazz Festival Viersen teil und arbeitete bei TV-Produktionen für 3sat und WDR. Mit der venezolanischen Sängerin Yma America gründete er 2003 die Lateinformation Los campesinos furiosos. Im selben Jahr wird das 1999 von Türk mit dem Pianisten Manfred Heinen gegründete Duo Furiosef für den Deutschen Folkpreis nominiert. Ebenfalls 2003 wird Furiosef zum Quintett Furiopolis erweitert (mit Manfred Heinen, Achim Fink, Dietmar Fuhr und Frank Köllges). Der erste Liveauftritt findet beim Jazz Festival Viersen statt.
2005 wirkt er beim Internationalen Musikfestival Ensemblia in Mönchengladbach mit. Im selben Jahr folgt eine Zusammenarbeit mit dem Pianisten Joachim Kühn. Gemeinsam mit Manfred Heinen und Ramesh Shotham nimmt Türk 2006 beim Festival Jazz in der Kirche in Mönchengladbach teil. Auch zum Festival "Madajazzcar" in Madagaskar vom 1. bis 14. Oktober wird er eingeladen. 2007 folgen mehrere gemeinsame Konzerte mit dem madagassischen Pianisten Ghomi Rahamefy. Mit Furiopolis nimmt er am OffsideOpen Festival teil.
Seit 2015 leitete Markus Türk gemeinsam mit Ali Haurand den Junior Jazz Workshop in Viersen und führte Kinder und Jugendliche an das freie Improvisieren heran.
Als Studiomusiker hat Türk an Plattenaufnahmen von Cheapness forever, Die Ärzte, Christoph Kemmler, Twenty Colours, Guildo Horn, The Karpenkiels, Weather Girls, Mouse on Mars, Fehlfarben, Jin Jin, Belgium, Jansen, Tim Isfort Orchester und Paul James Berry mitgewirkt.

## Diskografie (Auswahl)
- 1983: Family 5 – Ball der Verwirrung
- 1983: Die Ärzte – Im Schatten der Ärzte
- 1985: Family 5 – Resistance
- 1986: Family 5 – Gegen den Strom
- 1987: Family 5 – Die neuesten Terror-Ideen des verrückten Oberst
- 1992: Markus Türk Quintett – No Smoking!
- 1993: Free Tone – All that Jazz
- 1995: LSE – Der Rheinische Stimmungssänger / Oh stille mich du Fröhliche (Maxi)
- 1996: Belgium – Cumberland’s Tree
- 1997: Tim Isfort Orchester
- 1997: Markus Türk Quintett – Fresh Jazz
- 1998: Belgium – Zero
- 1999: Mouse on Mars – Niun Niggung
- 1999: Jin Jin – Sicher! Ja
- 2000: Jansen – Himmel
- 2000: Georg Sehrbrock – Static Music
- 2001: Jansen – Prepost
- 2002: Family 5 – Das Brot der frühen Tage
- 2002: Belgium – Nachtfahrt
- 2002: Fehlfarben – Knietief im Dispo
- 2003: Family 5 – Die schnellen Jahre
- 2004: Family 5 – Wege zum Ruhm
- 2004: Jansen – Für 10 Euro nasse Hunde
- 2004: Jansen – Iron John
- 2005: Furiopolis – Dornröschenwecker
- 2007: Markus Türk und Ghomi Rahamefy – Two Worlds Tales